# レイズド・バイ・ウルヴス/神なき惑星
レイズド・バイ・ウルヴス/神なき惑星（原題: Raised by Wolves）は2020年からHBO Maxで配信されているアメリカ合衆国のSFドラマである。アーロン・グジコウスキが原案・製作総指揮、脚本・ショーランナーを務め、最初の2話は 製作総指揮の一人でもあるリドリー・スコットが監督した。

## 概要
シリーズは、22世紀に地球が無神論者とミトラ教徒の大戦争で荒廃したのち、無人の惑星「ケプラー-22b」で人間の子供を育てる二人のアンドロイド -ファーザーとマザー-を主に描く。
シーズン1は2020年9月3日より放送された。シーズン2は2022年2月3日より配信された。2シーズンをもって打ち切られた。さらに、2022年12月にはHBO Maxから削除された。
日本ではU-NEXTによって独占配信されたのち、他のメディアで公開されている。

## 登場人物

### メイン
- マザー/ラミア 
  - 演 - アマンダ・コリン（英語版） 、日本語吹替 - 沢城みゆき[9]
  - 戦闘アンドロイドであるネクロマンサー。ファーザーとともにケプラー-22bで子供たちを育てる。
- ファーザー
  - 演 - アブバカー・サリム（英語版）、日本語吹替 - 小林親弘[9]
  - 植民地の子供たちを育て守るようプログラムされた汎用アンドロイド。マザーとともにケプラー-22bで子供たちを育てる。
- キャンピオン
  - 演 - ウィンタ・マクグラス、日本語吹替 - 中村慈[9]
  - ケプラー-22bでファーザーとマザーが持ち込んだ受精卵から育てた6人の子供たちのうち最年少で唯一の生存者。
- ス―/メアリー
  - 演 - ニアフ・アルガー（英語版） 、日本語吹替 - 矢尾幸子[9]
  - 無神論者の兵のメアリーはミトラ教徒のスーを殺し、顔を変えてスーになりすます。
- マーカス/ケイレブ
  - 演 - トラヴィス・フィメル 、日本語吹替 - 諏訪部順一[9]
  - 無神論者の兵のケイレブはミトラ教徒のマーカスを殺し、顔を変えてマーカスになりすます。
- ポール
  - 演 - フェリックス・ジェイミソン
  - ミトラ教徒のスーとマーカスの息子、偽装したメアリーとケイレブに育てられる。
- テンペスト
  - 演 - ジョーダン・ロックラン、日本語吹替 - イブ優里安[9]
  - 箱舟の生き残りのミトラ教徒の少女
- ハンター
  - 演 - イーサン・ハザード、日本語吹替 - 石井マーク[9]
  - 箱舟の生き残りのミトラ教徒の少年
- ホリー
  - 演 - アーシャ・シャー、日本語吹替 - 野々山恵梨[9]
  - 箱舟の生き残りのミトラ教徒の少女
- ヴィータ
  - 演 - アイヴィー・ウォン
  - 箱舟の生き残りのミトラ教徒の少女
- ルーシャス
  - 演 - マティアス・ヴァレラ（英語版）
  - 箱舟の生き残りのミトラ教徒の兵士
- デシマ
  - 演 - Kim Engelbrecht
  - ミトラ教徒の技術者 (S2)
- ヴリル
  - 演 - モーガン・サント
  - デシマの連れのアンドロイドの少女 (S2)

### リカーリング
- キャンピオン・スタージェス
  - 演 - コスモ・ジャーヴィス
  - かつてミトラ教を裏切り無神論者となり、マザーを再プログラムした科学者。植民地の子供の一人がその名前をつけられる。
- タマレイン
  - 演 - ジェームズ・ハークネス（英語版）
  - コミュニティ"コレクティブ"の住民。

### ゲスト
- アンブローズ
  - 演 - スティーヴ・ウォール
  - 箱舟ヘヴンのミトラ教徒の神官。墜落後の生存者の指導者。

## あらすじ

### シーズン1のあらすじ
22世紀、共にアンドロイドを使いこなすミトラ教徒と無神論者は大戦争を起こして地球を荒廃させる。無神論者のメアリーとケイレブは地球に絶望し、顔を変えてミトラ教徒のマーカスとスーになりすまして、箱舟型宇宙船ヘヴンに乗り込んで二人の息子のポールと出会う。一方、汎用アンドロイドのファーザーと戦闘アンドロイドのマザーは、無神論者の科学者に再プログラムされて無人の惑星「ケプラー-23b」に行き、受精卵から人間の子供を育てる。だが高い放射線濃度のため、キャンピオンを除いて病死する。
12年後、ファーザーとマザーは故障がちとなり、ファーザーはキャンピオンの行く末を案じてヘヴンに救いを求めるが、マザーはヘヴンを墜落させ、ポールを含む5人の子供たちを誘拐して育てようとする。マザーは、自分を再プログラムした科学者キャンピオンが封印していた記憶にアクセスする。マーカス（ケイレブ）とスー（メアリー）を含むヘヴンのミトラ教徒の生存者たちはマザーを倒し、ファーザーとキャンピオンを捕らえ、ポールら子供たちを奪還する。マーカスはしばしば幻視を見るようになり、ミトラ教徒に預言者扱いされるようになり、信仰に傾倒する。
妊娠したマザー、キャンピオン、スー、そしてミトラ教に幻滅したポールら子供たちは相次いでミトラ教徒のキャンプから逃亡し、ファーザーも合流する。一行は退化した人類に遭遇する。ポールはスーとマーカスが偽物であることを知る。マザーは飛行する蛇のごとき子を産む。マザーとファーザーは子供たちにとって危険な存在と見て取った蛇を殺そうとして果たせず、巨大化した蛇が逃げる。奇矯な行動をとるマーカスは、ミトラ教徒たちに見捨てられる。無神論者の宇宙船が到着する。

### シーズン2のあらすじ
ファーザー、マザー、そして子供たちはコンピューター"トラスト"が治める無神論者のコミュニティ"コレクティブ”に迎えられる。トラストの仕掛けたバイオ・ボムによりポールが死にかけ、マザーはトラストをシャットダウンしてコレクティブを支配する。スーはポールを治療した後、木に変貌させられ、その実を食べた蛇”セヴン"はマザー同様の戦闘力を得る。ファーザーが体液で復活させた古代のアンドロイド"グランドマザー"からヴェールを移植して感情を抑制したマザーが、セヴンを殺す。グランドマザーは寒冷化する気候で生き延びさせるため、人々を海住生物に変異させようとし、マザーをシャットダウンする。
マーカスはコレクティブから逃げたミトラ教徒を率いるようになる。だがアンドロイドのヴリルに人々を殺される。マーカスを憎むミトラ教徒のルーシャスがマーカスをセヴンの死骸に生った木に磔にする。

## エピソード

### シーズン1
| 通算 話数 | シーズン 話数 | タイトル                                  | 監督                       | 脚本                   | 公開日        |
| --- | ------------- | ----------------------------------------- | -------------------------- | ---------------------- | ------------- |
| 1 | 1             | "オオカミに育てられて" "Raised by Wolves" | リドリー・スコット         | アーロン・グジコウスキ | 2020年9月3日  |
| 22世紀、地球は無神論者とミトラ教徒の間の大戦争で荒廃し、前者の命を受けたファーザーとマザーの2体のアンドロイドは人間の受精卵を運んで無人の惑星「ケプラー-22b」に逃げ、居留地を築き、マザーは出産し子供たちを育てる。12年後、6人の子供たちのうちキャンピオンだけが生き残る。2体は故障がちとなり、ファーザーは敵であるミトラ教徒の宇宙船に救いを求めるが、マザーと対立して停止させられる。マーカスらミトラ教徒の小型宇宙船が呼びかけに応じて着陸し、キャンピオンを誘拐しようとする。だがマザーがミトラ教徒たちとそのアンドロイドを倒し、小型宇宙船を奪って「箱舟」と呼ばれる大型宇宙船ヘヴンに乗り込む。マザーは乗組員を殺戮し、ヘヴンをケプラー-22bとの衝突コースに乗せ、子供たちを連れ帰る。マーカスは生存している。 |               |                                           |                            |                        |               |
| 2 | 2             | "ペンタグラム" "Pentagram"                | リドリー・スコット         | アーロン・グジコウスキ | 2020年9月3日  |
| 過去、2145年の地球では無神論者のケイレブとメアリーが、 ミトラ教徒のマーカスとスーを殺し、医療アンドロイドの力を借りて二人になりすまし、その息子とともにミトラ教徒の箱舟宇宙船のヘヴンに乗り込む。 現在、マザーは武器である目を、倒したミトラ教徒のアンドロイドの目と交換し、プロセッサーを移植してファーザーを再起動する。ヘヴンから連れてきた5人の子、ハンター、テンペスト、ホリー、ヴィータ、ポールとキャンピオンを育てる。テンペストはヘヴンでミトラ教の祭司にレイプされて妊娠していることを明かす。キャンピオンはマザーを疑い始めて武器の目を隠す。獣が居住地を襲うが、元の目を取り戻したマザーが倒す。生き延びたマーカスは土着生物に襲われて巨大な穴に落ちかけ、別のミトラ教徒のグループに救われる。 |               |                                           |                            |                        |               |
| 3 | 3             | "大きくて悪いオオカミ" "Virtual Faith"    | Luke Scott                 | アーロン・グジコウスキ | 2020年9月3日  |
| 10年前、箱舟のヘヴンは乗客を乗せてケプラー-22bに出発する。冷凍睡眠におかれた乗客たち仮想現実で目覚め、マーカス（ケイレブ）とスー（メアリー）はポールと交流する。現在、マーカスはヘヴンの墜落現場で目覚め、スーたちミトラ教徒の生存者たちに再会する。マーカスはポールを取り戻すことを望むが、最高位の神官のアンブローズは拒否し、グループの生存を優先する。マザーがヘヴンの残骸に薬品を探しに来たために生存者たちは地下に隠れ、送り出したアンドロイドは倒される。 居留地ではヘヴンから来た子供たちが病気になる。キャンピオンはマザーが毒を盛ったと疑い、ファーザーを小屋に閉じ込めて子供たちと逃げ出す。脱出したファーザーは捜索のために小型着陸船を起動して作物の放射線濃度が異常に高いことに気づき、かつて5人の子供が死んだ原因だと知る。ファーザーは子供たちを見つけて連れ戻すが、襲ってきた土着生物からキャンピオンを救って傷を負う。はぐれたポールは子供の幻影を見て穴に落ちる。 |               |                                           |                            |                        |               |
| 4 | 4             | "自然の摂理" "Nature's Course"            | Luke Scott                 | アーロン・グジコウスキ | 2020年9月10日 |
| ミトラ教徒の生存者グループは文明の遺跡を発見し、預言の具現であると信じる。アンブローズとマーカスの間には、遺跡にとどまるべきか子供たちを探しに行くべきか不和が生じる。アンブローズは遺跡の発する高熱で焼死する。 ファーザーは、いずれ自分とマザーが故障する事態に備え、子供たちに居留地付近の獣を狩る方法を教えようとする。マザーは、子供たちの体内の発信器を取り出して廃棄する。ヘヴンの残骸に行き、シムで仮想現実を試す。 |               |                                           |                            |                        |               |
| 5 | 5             | "創造主キャンピオン" "Infected Memory"    | セルジオ・ミミカ＝ゲッザン | Heather Bellson        | 2020年9月10日 |
| マーカスは預言者としてミトラ教徒のグループの指導者となり、子供たちを救出に向かう。ヘヴンの残骸でテンペストをレイプした死刑囚と囚人制御アンドロイドを見つけ、ネクロマンサー（マザー）との戦いに利用しようとする。巨大生物の骨の中で、グループは奇妙な人間に遭遇する。グループは居留地に接近する。マーカスは幻視を見る。マザーは仮想現実につながって封印された記憶にアクセスし、ミトラ教徒の所有物だった自分が、ミトラ教徒を裏切り無神論者となった科学者キャンピオン・スタージェスに再プログラムされて、ケプラー-23bで人間の子供たちの養育を命じられたことを思い出す。望まない妊娠をしたテンペストは自殺を図るもマザーに止められる。 |               |                                           |                            |                        |               |
| 6 | 6             | "失われた楽園" "Lost Paradise"            | セルジオ・ミミカ＝ゲッザン | Don Joh                | 2020年9月17日 |
| マザーは見回りの名目で、毎日密かに仮想現実に繋がりキャンピオン・スタージェスとの思い出を楽しむ。これに気づいたマーカスは待ち伏せして接続中のマザーを倒そうとするも失敗する。同時にスーは小隊を率いて居留地に突入する。ポールを救出し、ファーザーを倒すも、戻ってきたマザーが撃退する。マーカスはポールを戻してマザーの武器の目を盗ませた上でマザーを倒すも、幻聴を聞いて止めを刺すことを思いとどまる。 |               |                                           |                            |                        |               |
| 7 | 7             | "2つの顔" "Faces"                         | Alex Gabassi               | Karen Campbell         | 2020年9月17日 |
| ミトラ教徒は子供たちを取り戻し、マザーとキャンピオンは捕らえられ、ファーザーは再プログラムされてミトラ教徒に仕える。キャンピオンは、死んだ子供の一人タリ―の幻視を見る。マーカスは、自分の正体に気づいたマザーをファーザーに始末させようとするも、妨げようとする幻聴を聞く。ファーザーはマザーを救う。 |               |                                           |                            |                        |               |
| 8 | 8             | "人間の未来" "Mass"                       | Alex Gabassi               | Sinead Daly            | 2020年9月24日 |
| 逃亡したマザーは腹部に異常を感じ、ヘヴンの残骸で他のアンドロイドから体液を補充し、救命ドロイドの診断を受ける。獣の血液を体内に注入する。仮想現実に繋がり、妊娠を知る。スーはミトラ教への傾倒を強めるマーカスに反発して監禁される。キャンピオンはポールの助けで監禁を脱し、キャンプに放火する。ハンターを除く子供たちもスーとともに脱出する。 |               |                                           |                            |                        |               |
| 9 | 9             | "臍帯" "Umbilical"                        | James Hawes                | アーロン・グジコウスキ | 2020年9月24日 |
| テンペストはレイプ犯の死刑囚オーソとマザーに出会う。マザーは胎児のためにオーソから輸血する。彼らは他の子供たちとスーに合流する。テンペストは襲ってきたオーソを殺す。ハンターはファーザーのプログラムを元に戻し、子供たちを捜索するマーカスの一行に加わり遺跡に行く。夜、二人は逃亡してマザー、スー、子供たちに合流する。スーは自分の血をマザーに輸血する。マーカスはミトラ教徒の一人を殺してソルへの生贄とする。ルーシャスら捜索隊は、マーカスが偽物であることを知って見捨てる。 |               |                                           |                            |                        |               |
| 10 | 10            | "その先へ" "The Beginning"                | Luke Scott                 | アーロン・グジコウスキ | 2020年10月1日 |
| マザー、ファーザー、スーそして子供たちの一行はマザーの出産にふさわしい場所へ移動する。マザーとファーザーは退化した人類に遭遇する。ポールはソルの声を聴き、マーカスとスーが偽物であると知り、スーを撃つ。マザーは飛行する蛇のごとき子を口から産む。マザーは蛇が吸血性の危険な存在であるため、子供たちを守るためにファーザーと一緒に小型着陸船に乗って穴に落ちて心中しようとする。だが着陸船は穴の底の溶岩を突き抜け熱帯地域に不時着して、巨大化した蛇は逃げ出す。無神論者の宇宙船がケプラー-23bに到着し、マーカスは兵に遭遇する。 |               |                                           |                            |                        |               |

### シーズン2
| 通算 話数 | シーズン 話数 | タイトル                      | 監督                       | 脚本                   | 公開日        |
| --- | ------------- | ----------------------------- | -------------------------- | ---------------------- | ------------- |
| 11 | 1             | "共同体" "The Collective"     | アーネスト・ディッカーソン | アーロン・グジコウスキ | 2022年2月3日  |
| マザー、ファーザー、スー、そして子供たちは、スタージェスに作られた量子コンピューター"トラスト"が支配する無神論者のコミュニティ"コレクティブ"に迎えられる。蛇は抜け殻だけが残されている。彼らに与えられた家の前で火がつけられる。マーカスは、コレクティブを脱出したミトラ教徒のデシマに会う。デシマは娘に似せたアンドロイドのヴリルを伴う。 |               |                               |                            |                        |               |
| 12 | 2             | "セヴン" "Seven"              | アーネスト・ディッカーソン | アーロン・グジコウスキ | 2022年2月3日  |
| マザーはトラストの命令で、嫌がらせの火をつけて捕らえられたタマレインを打擲して罰する。タマレインは逃げてマーカスとデシマに加わる。巨大化した飛行する蛇"セヴン"が住民を海に引きずり込み、トラストの命令で人々はセヴンを狩る。ファーザーはトラストの命令で、爆弾を付けたミトラ教徒を率いてセヴンを誘う餌とする。マーカスらは戦車を手に入れる。マーカスとポールは、損傷したアンドロイドのヴリルに出会う。 |               |                               |                            |                        |               |
| 13 | 3             | "良い生き物" "Good Creatures" | Sunu Gonera                | Julian Meiojas         | 2022年2月10日 |
| マーカスはファーザーに遭遇して損傷させ、ミトラ教徒たちを爆弾から解放し、ルーシャス以外は仲間になる。マザーは単身でセヴンを狩るも、草食であることを知って殺さずに捕らえる。キャンピオンとポールはホリーを連れてマーカスの一行に会いに行く。ファーザーが拾って組み立てたアンドロイドは、ファーザーの体液で活性化する。ファーザーは工業用アンドロイドと格闘してさらに体液を手に入れる。 |               |                               |                            |                        |               |
| 14 | 4             | "制御" "Control"              | Sunu Gonera                | Karen Campbell         | 2022年2月17日 |
| トラストがマウスにしかけたバイオ・ボムがポールに感染する。デシマはマザーの命令でキャンピオンがやった仕業と信じて、逃げたキャンピオンをヴリルとタマレインに追わせるも取り逃がす。デシマに叱責されたヴリルは崖から飛び降りる。マザーはキャンピオンからポールの感染を聞き、マーカスから盗まれた"目"を取り戻す。マザーは宇宙船タランチュラへポールを連れて行き、解毒剤をトラストに要求して兵士たちと戦う。だがトラストは解毒剤がないと言い、マザーはトラストをシャットダウンする。マザーは支配者を失って混乱する"コレクティブ"を制御しようとする。 |               |                               |                            |                        |               |
| 15 | 5             | "王" "King"                   | Alex Gabassi               | アーロン・グジコウスキ | 2022年2月24日 |
| ポールは治療を寄せ付けず、変貌し続ける。スーはソルに祈って幻覚からヒントを得て、惑星原産のヒルを用いてポールを治療し全快させる。ファーザーが体液を与えたアンドロイドが再起動する。ホリーはマーカスのグループにとどまることを選び、ファーザーはホリーを取り戻すためにルーシャスを解放する。マーカスのグループは古代の神殿を発見する。マーカスが内部を探検する間、ヴリルがホリーを除く全員を惨殺する。ファーザーとルーシャスがマーカスとホリーを確保する。 |               |                               |                            |                        |               |
| 16 | 6             | "木" "The Tree"               | Alex Gabassi               | アーロン・グジコウスキ | 2022年3月3日  |
| マーカスは連れ戻され監禁される。スーは正十二面体の容器を手に入れ、マーカスを逃がしてポールと合流する。夜、容器から現れた種がスーの肉体を大木に変貌させる。ファーザーが復活させたアンドロイドが起動するも、マザーは警戒する。テンペストの出産が異常に早まる。テンペストは逃げて浜辺で一人出産する。海住生物が生まれたばかりの子を奪う。 |               |                               |                            |                        |               |
| 17 | 7             | "摂食" "Feeding"              | Lukas Ettlin               | アーロン・グジコウスキ | 2022年3月10日 |
| ポールはスーの木に生った果実を人々に食べさせ、セヴンも食べてマザーと同じ戦闘能力を得てタンクを破壊する。スーは無線を通じて自分を燃やすよう願う。マザーは自分にインストールされた"子育てプログラム"がセヴンを倒す障害であると知り、再起動したアンドロイド"グランドマザー"に助けを求める。ファーザーと子供たちはテンペストの奪われた子を探す。ヴリルは探索を助けるも、キャンピオン以外に危険視される。ハンターが海住生物を殺してテンペストの子を取り戻す。ヴリルはシャットダウンする。 |               |                               |                            |                        |               |
| 18 | 8             | "幸福" "Happiness"            | Lukas Ettlin               | アーロン・グジコウスキ | 2022年3月17日 |
| テンペストの子は変異している。マザーはグランドマザーからヴェールを移植して感情を抑制し我が子である蛇セヴンを殺すも、ヴェールを着け続けタランチュラにとどまる。ファーザーとグランドマザーが子供たちの世話をする。気温が低下する。ヴィータが正十二面体の容器を拾うが、グランドマザーが取り上げる。マザーは、グランドマザーが過去の人類と同様に、現在の人類たちを海住生物に変異させようとしていると知って動揺し、ヴェールに包まれてシャットダウンされる。グランドマザーはマザーを冬眠カプセルに入れる。マーカスはスーを木に変えたものを調査しに地下に入るが、ソルのお告げを聞いたルーシャスに捕らえられ、仮面をつけられてセヴンの死骸から生えた木に逆さまに磔にされる。 |               |                               |                            |                        |               |

## 製作

### 企画
2018年10月8日、TNTがシリーズを発注した。リドリー・スコット、アーロン・グジコウスキ、David W. Zucker,、Jordan Sheehan,、Adam Kolbrenner、Robyn Meisingerらが製作総指揮に名を連ねた。最初の2話はグジコウスキの脚本に基づいてスコットが監督することになった。製作会社にはScott Free Productions、Studio T、Madhouse Entertainmentが名を連ねた。シリーズは南アフリカのケープタウンで撮影された。2020年9月17日、HBO Maxがシーズン2の製作を発表した。 シーズン2もまた南アフリカで撮影される。

### キャスティング
2019年1月、アマンダ・コリン、アブバカル・サリム
、トラヴィス・フィメル、ウィンタ・マクグラス、ニアフ・アルガー、フェリックス・ジェイミソン、イーサン・ハザード、ジョーダン・ロックラン、アーシャ・シャー、アイヴィー・ウォンがメインキャストに選ばれた。2019年3月、マティアス・ヴァレラが追加された。

## 放送と配信
2019年10月29日、シリーズは配信サービスのワーナーメディアのHBO Maxに移動した。シリーズは2020年9月3日配信開始された。
カナダでは、同日に配信サービスのCraveTVと放送局のCTV Sci-Fi Channelで公開開始された。オーストラリアでは、同日にFox Showcaseで放送開始された 。イギリスでは、2020年12月5日に最初の3話が放送された。
日本では、シーズン1が2021年4月1日からU-NEXTで独占配信されたのち、2022年2月2日から各配信サービスでデジタル配信およびDVDレンタルが開始され、2022年4月27日にBlu-Rayが発売された。。